# Hymn do Ducha Świętego
Hymn do Ducha Świętego (Veni Creator Spiritus) – hymn gregoriański adresowany do Ducha Świętego, powstały prawdopodobnie w 809 roku; za jego autora uważany jest teolog i mnich benedyktyński, Hraban Maur.

## Charakterystyka
W Kościele rzymskokatolickim wykonywany przez kapłanów i wiernych, m.in. w czasie:
- konklawe, przez kardynałów zebranych w kaplicy Sykstyńskiej celem wyboru papieża;
- obrzędu nadania sakry biskupiej;
- liturgii uroczystości Zesłania Ducha Świętego;
- święceń kapłańskich oraz konsekracji zakonnej;
- liturgii sakramentu małżeństwa (zazwyczaj 3 zwrotki – pierwsza, wybrana przez organistę i ostatnia);
- liturgii sakramentu bierzmowania;
- liturgii Uroczystości Świętej Bożej Rodzicielki Maryi (1 stycznia – Nowy Rok) – aby uzyskać odpust zupełny;
- Nabożeństwa trzech godzin Agonii Chrystusa, naszego Zbawiciela jako modlitwa rozpoczynająca nabożeństwo.

Podczas wykonywania tego hymnu należy przyjąć postawę stojącą.
Hymnu tego używają również Kościoły starokatolickie, anglikańskie i luterańskie.
W Kościołach mariawickich odmawiany jest ponadto na rozpoczęcie miesięcznej adoracji Przenajświętszego Sakramentu, rekolekcji, nowenny do Ducha Przenajświętszego, innych ważnych wydarzeń w życiu Kościoła oraz w uroczystość Zesłania Ducha Świętego na rozpoczęcie liturgii Mszy Świętej. 
Mariawici mają własne tłumaczenie hymnu: "Przybądź Duchu Stworzycielu", które zawsze kończy się wezwaniem: "Wyślij Ducha Twojego a będą stworzeni. Alleluja", na co wierni odpowiadają: "I odnowisz oblicze ziemi. Alleluja." Po odpowiedzi kapłan odmawia modlitwę błagalną o udzielenie ludowi mądrości i pociechy Ducha Świętego. W okresie Wielkiego Postu i Przedpościa pomija się "Alleluja".

## Odniesienia w kulturze
- Utwór był hymnem I Cesarstwa Meksyku.
- Tekst hymnu został wykorzystany w pierwszej części VIII Symfonii Gustava Mahlera, zw. Symfonią Tysiąca.

## Galeria

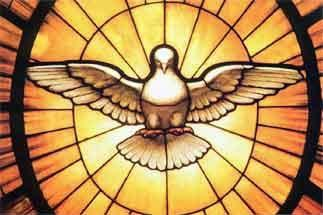
Duch Święty w postaci gołębicy przedstawiony na witrażu w bazylice św. Piotra